# Platja de Sant Pere Pescador
La platja de Sant Pere Pescador és un gran arenal al litoral del municipi de Sant Pere Pescador (Alt Empordà). Amb els seus 6,3 quilòmetres de sorra i dunes, i una amplada mitjana de 100 m, és la platja més llarga del golf de Roses. Comprèn des de la desembocadura del riu Fluvià, al nord, al límit del Parc Natural dels Aiguamolls de l'Empordà, fins a la desembocadura del riu Vell, al sud, tocant a Sant Martí d'Empúries. Es troba en un entorn semi-natural (agrícola) on les úniques infraestructures que hi ha són tres càmpings. Orientada a l'est, està formada per sorra fina, amb un pendent d'entrada a l'aigua molt fort.
Està dividida en 8 platges (de nord a sud): platja de la Gola, platja de Can Martinet, platja de Can Nera, platja de Can Sopa, platja de Cal Cristià, platja del Cortal de la Vila, platja del Cortal de la Devesa i platja del Riuet.
Disposa d'espais per a practicar diverses activitats, entre d'altres, hi ha una zona exclusivament reservada per a la pràctica d'esports aquàtics. En aquesta platja s'hi celebra una de les proves del campionat mundial de windsurf.
L'Agència Catalana de l'Aigua efectua un control setmanal de la qualitat de l'aigua, durant la temporada de bany, amb el resultat d'excel·lent.